# Antropocentrisme
Antropocentrisme, af græsk: ἄνθρωπος (ánthrōpos) menneske og κέντρον (kéntron), centrum, formidler - nærmest som en selvfølgelighed - den opfattelse, at mennesket er den centrale faktor på Jorden. Sagt med andre ord: Mennesket ses som en helt speciel og enestående forekomst i naturens verden.
Alternative natursyn eller forskningsparadigmer anser Gud/det guddommelige som det centrale, en teocentrisk opfattelse, eller - i overensstemmelse med Darwins evolutionsteori - forstår mennesket som én blandt mange andre arter. I humanøkologiens forskningsparadigme betragtes mennesker som én blandt mange arter, der samvirker med de begrænsede, naturlige omgivelser.
Antropocentrisme diskuteres i humanvidenskaberne , men også med relation til naturvidenskaberne, specielt geologi. Den industrielle revolution, klimaforandring og evt. brug af kernevåben har fået geologer til at foreslå Antropocæn som den epoke, hvor menneskeskabte systemers påvirkning af miljøet er blevet en faktor på lige fod med geologiske kræfter som vulkaner, meteornedslag og forskydning af tektoniske plader.